# Премія любителів програм для дорослих
Пре́мія люби́телів програ́м для доро́слих (англ. Fans of Adult Media and Entertainment Award (або FAME)) — була заснована в 2006 році компаніями «Adam & Eve» і «WantedList», а також журналами «Genesis» і «AVN». Премія була створена, щоб дати можливість громадськості проголосувати за їх улюблених акторів і фільми. Нагородження проходить під час шоу Erotica LA у Лос-Анджелесі.
Голосування відбувається в два раунди. У першому раунді визначаються 8 номінантів, з яких у другому раунді вибирається переможець. Під час голосування 2007 року в ньому взяло участь понад 100 000 чоловік. Нижче перераховані переможці 2006,
2007,
2008, 2009 і 2010 роки.

## Переможці

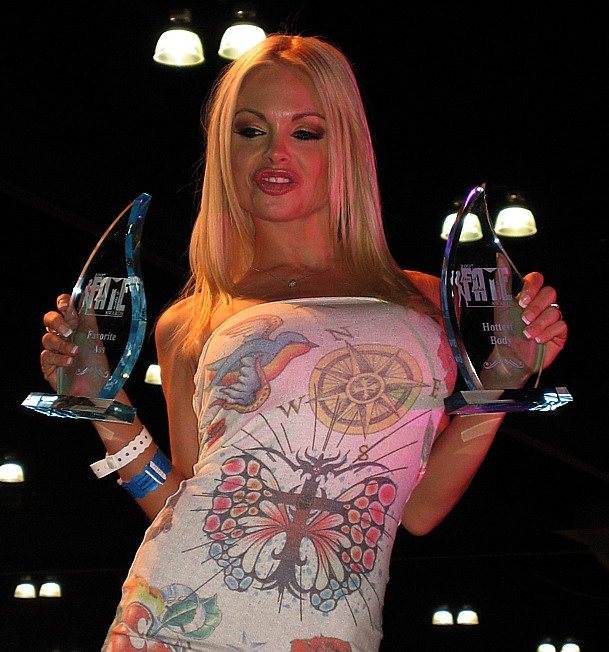
Джессі Джейн з двома нагородами F.A.M.E. Awards у 2007 році

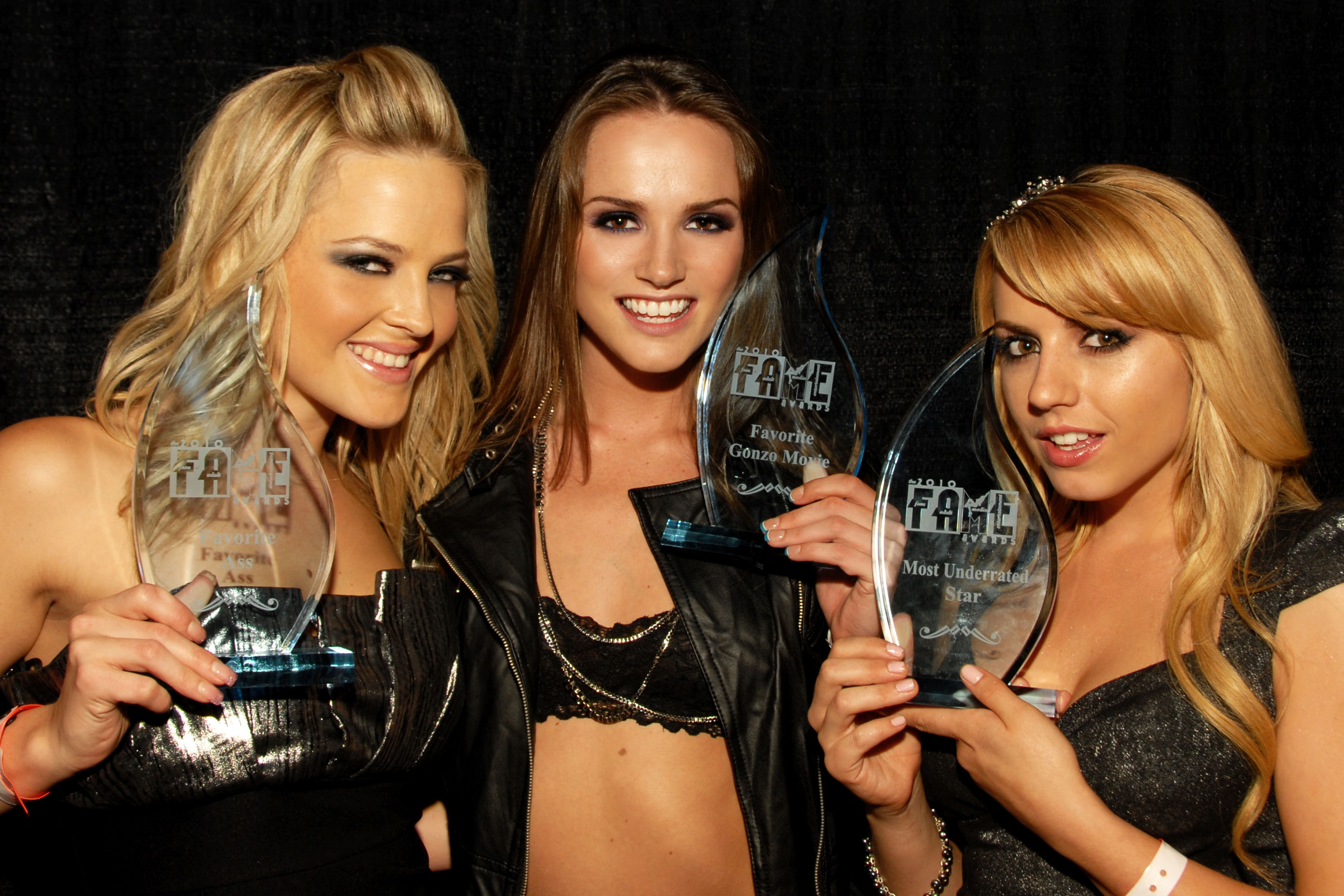
Алексіс Тексіс, Торі Блек і Лексі Белл з нагородами в 2010 році

|                                     | 2006                        | 2007                 | 2008             | 2009                            | 2010                        |
| Улюблена старлетка                  | Дженна Джеймсон             | Тера Патрік          | Тера Патрік      | Тера Патрік                     | Торі Блек                   |
| Улюблений актор                     | Рон Джеремі                 | Ренді Спірс          | Еван Стоун       | Еван Стоун                      | Еван Стоун                  |
| Найкраща виконавиця орального сексу | Кармен Лувана               | Дженна Хейз          | Пенні Флейм      | Дженна Хейз                     | Саша Грей                   |
| Найкраща виконавиця анального сексу | Тейлор Рейн                 | Кортні Каммз         | Дженна Хейз      | Беладонна                       | Дженна Хейз                 |
| Найкращі груди                      | Стормі Деніелс              | Стормі Деніелс       | Ешлін Брук       | Стормі Деніелс                  | Санні Леон                  |
| Найкращі сідниці                    | Дженна Хейз                 | Тіган Преслі         | Джина Лінн       | Тіган Преслі                    | Алексіс Тексіс              |
| Найгарячіше тіло                    | Дженна Джеймсон             | Джессі Джейн         | Джессі Джейн     | Джессі Джейн                    | Алексіс Тексіс              |
| Найкраща дебютантка                 | Алектра Блу і Бренді Тейлор | Емі Рейд             | Брі Олсон        | Торі Блек                       | Лупе Фуентес                |
| Найкращий фільм                     | Pirates                     | Island Fever 4       | Babysitters      | Pirates II: Stagnetti's Revenge | 2040                        |
| Найкращий гонзо-фільм               | Belladonna: No Warning      | Jenna Haze Dark Side | InTERActive      | Lex the Impaler 3               | Tori Black is Pretty Filthy |
| Найкращий порнозапис зірки          |                             |                      | 1 Night in Paris |                                 |                             |
| Найкращий режисер                   | Джуліус Джордан             | Джуліус Джордан      | Стормі Деніелс   | Беладонна                       | Джуліус Джордан             |
| Найбрудніша порнозірка              | Терін Томас                 | Беладонна            | Гіларі Скотт     | Дженна Хейз                     | Дженна Хейз                 |
| Найкраща порностудія                |                             | Vivid Entertainment  | Evil Angel       | Brazzers                        | Vivid Entertainment         |
| Найкраща виконавиця всіх часів      |                             | Дженна Джеймсон      |                  |                                 |                             |
| Недооцінена порноакторка            |                             |                      | Бруклін Хевен    | Дейзі Мері                      | Лексі Белл                  |
| Зірка MILF/Cougar                   |                             |                      |                  |                                 | Ліза Енн                    |